# Pemagatsel
Pemagatsel – miasto w Bhutanie, w dystrykcie Pemagacel.